# Christian Francis
Christian Francis (arab. ‏كريستيان فرنسيس‎, ur. 7 sierpnia 1968) – libański wioślarz, uczestnik letnich igrzysk olimpijskich.
Francis reprezentował Liban podczas mistrzostw świata 1991 w Wiedniu, gdzie zajął 18. miejsce w jedynkach mężczyzn. Wystąpił na igrzyskach olimpijskich 1992 w Barcelonie w tej samej konkurencji. W każdym biegu, w którym uczestniczył zajmował ostatnie miejsce. Został sklasyfikowany na 22. miejscu.